# Валахады
Валахады или валаады или влахады (греч. Βαλαάδες, Βαλαχάδες) — грекоговорящие мусульмане, проживавшие в Османской Македонии. Считается, что валахады — потомки греков-христиан, принявшие ислам в XVIII веке. Традиционно жили в долине реки Альякмон. По статистике Васила Кынчова, в 1900 году в Македонии проживали 14 373 греков-мусульман. По греческим данным 1904 года, в данном районе жили 16 070 валахадов. Подавляющее большинство валахадов было переселено в Турцию по обмену населением после Лозаннского договора 1923 года. Часть общины сохранила в Турции греческий диалект, называемый «ромеика».